# Henry Julius Salomon Sand
Henry Julius Salomon Sand (* 7. Dezember 1873 in Dundee, Schottland; † 18. Oktober 1944 in Nottingham) war ein schottischer Elektrochemiker, der sich mit der Elektroanalytik und speziell der Elektrogravimetrie befasst hat und heute insbesondere durch die nach ihm benannte Sand-Gleichung bekannt ist.

## Leben
Sand studierte in Dresden – Walther Hempel war einer seiner Lehrer – und Zürich und promovierte 1898 in organischer Chemie bei Eugen Bamberger am Polytechnikum in Zürich. Er arbeitete danach eine kurze Zeit bei William Ramsay am University College in London und von 1899 bis 1901 bei Percy Frankland. 1901 bis 1914 war er Dozent am University College in Nottingham, ab 1914 am Sir John Cass Institute in London. Von 1921 bis zu seiner Pensionierung 1938 war er dort Leiter der Abteilung Anorganische und Physikalische Chemie.

## Werke
Sand publizierte 46 wissenschaftliche Arbeiten und eine dreibändige Buchreihe über Elektrochemie und Elektroanalytik:
- Henry J. S. Sand: Electrochemistry and Electrochemical Analysis. Volume I. Electrochemical Theory. Blackie & Son, London 1939, OCLC 895200007.
- Henry J. S. Sand: Electrochemistry and Electrochemical Analysis. Volume II Gravimetric Electrolytic Analysis and Electrolytic Marsh Tests. Blackie & Son, London 1940, OCLC 895199993.
- Henry J. S. Sand: Electrochemistry and Electrochemical Analysis. Volume III: Electrical Methods Applied to Titration, Moisture Determination and pH Measurement. Blackie & Son, London 1941, OCLC 938496885.